# Erotická literatura

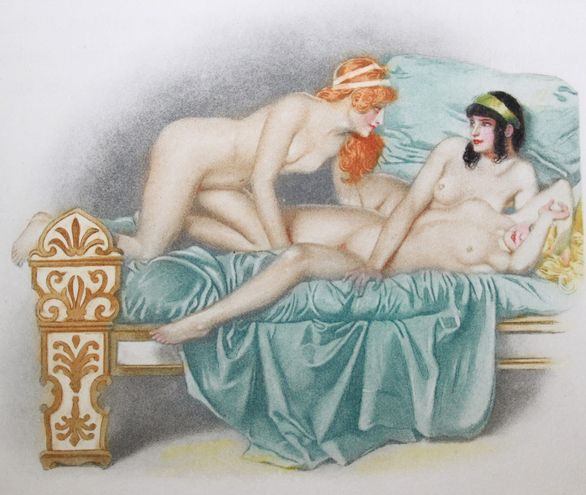
Ilustrace z knihy Pierra Louÿse Afrodite: mravy antické (1896)

Erotická literatura je taková literatura, která má primárně navodit pocity vzrušení čtenáře, nebo poučovat v oblasti sexuální techniky. Tato literatura často bývá ve formě románu. Zahrnuje i obrázky, a to jak malované, tak fotografické.
Nejznámějším literárním dílem zabývajícím se erotickou tematikou je Kámasútra.
V nultých letech 21. století patřily mezi nejrozšířenější erotické texty erotické povídky.
20. léta zaznamenala nástup erotických e-knih.[zdroj?]